# 1518 год
1518 (ты́сяча пятьсо́т восемна́дцатый) год  по юлианскому календарю — невисокосный год, начинающийся в пятницу. Это 1518 год нашей эры, 8‑й год 2‑го десятилетия XVI века 2‑го тысячелетия, 9‑й год 1510‑х годов. Он закончился 507 лет назад.
| Пн | Вт | Ср | Чт | Пт | Сб | Вс |
|    |    |    |    | 1  | 2  | 3  |
| 4  | 5  | 6  | 7  | 8  | 9  | 10 |
| 11 | 12 | 13 | 14 | 15 | 16 | 17 |
| 18 | 19 | 20 | 21 | 22 | 23 | 24 |
| 25 | 26 | 27 | 28 | 29 | 30 | 31 |

| Пн | Вт | Ср | Чт | Пт | Сб | Вс |
| 1  | 2  | 3  | 4  | 5  | 6  | 7  |
| 8  | 9  | 10 | 11 | 12 | 13 | 14 |
| 15 | 16 | 17 | 18 | 19 | 20 | 21 |
| 22 | 23 | 24 | 25 | 26 | 27 | 28 |

| Пн | Вт | Ср | Чт | Пт | Сб | Вс |
| 1  | 2  | 3  | 4  | 5  | 6  | 7  |
| 8  | 9  | 10 | 11 | 12 | 13 | 14 |
| 15 | 16 | 17 | 18 | 19 | 20 | 21 |
| 22 | 23 | 24 | 25 | 26 | 27 | 28 |
| 29 | 30 | 31 |    |    |    |    |

| Пн | Вт | Ср | Чт | Пт | Сб | Вс |
|    |    |    | 1  | 2  | 3  | 4  |
| 5  | 6  | 7  | 8  | 9  | 10 | 11 |
| 12 | 13 | 14 | 15 | 16 | 17 | 18 |
| 19 | 20 | 21 | 22 | 23 | 24 | 25 |
| 26 | 27 | 28 | 29 | 30 |    |    |

| Пн | Вт | Ср | Чт | Пт | Сб | Вс |
|    |    |    |    |    | 1  | 2  |
| 3  | 4  | 5  | 6  | 7  | 8  | 9  |
| 10 | 11 | 12 | 13 | 14 | 15 | 16 |
| 17 | 18 | 19 | 20 | 21 | 22 | 23 |
| 24 | 25 | 26 | 27 | 28 | 29 | 30 |
| 31 |    |    |    |    |    |    |

| Пн | Вт | Ср | Чт | Пт | Сб | Вс |
|    | 1  | 2  | 3  | 4  | 5  | 6  |
| 7  | 8  | 9  | 10 | 11 | 12 | 13 |
| 14 | 15 | 16 | 17 | 18 | 19 | 20 |
| 21 | 22 | 23 | 24 | 25 | 26 | 27 |
| 28 | 29 | 30 |    |    |    |    |

| Пн | Вт | Ср | Чт | Пт | Сб | Вс |
|    |    |    | 1  | 2  | 3  | 4  |
| 5  | 6  | 7  | 8  | 9  | 10 | 11 |
| 12 | 13 | 14 | 15 | 16 | 17 | 18 |
| 19 | 20 | 21 | 22 | 23 | 24 | 25 |
| 26 | 27 | 28 | 29 | 30 | 31 |    |

| Пн | Вт | Ср | Чт | Пт | Сб | Вс |
|    |    |    |    |    |    | 1  |
| 2  | 3  | 4  | 5  | 6  | 7  | 8  |
| 9  | 10 | 11 | 12 | 13 | 14 | 15 |
| 16 | 17 | 18 | 19 | 20 | 21 | 22 |
| 23 | 24 | 25 | 26 | 27 | 28 | 29 |
| 30 | 31 |    |    |    |    |    |

| Пн | Вт | Ср | Чт | Пт | Сб | Вс |
|    |    | 1  | 2  | 3  | 4  | 5  |
| 6  | 7  | 8  | 9  | 10 | 11 | 12 |
| 13 | 14 | 15 | 16 | 17 | 18 | 19 |
| 20 | 21 | 22 | 23 | 24 | 25 | 26 |
| 27 | 28 | 29 | 30 |    |    |    |

| Пн | Вт | Ср | Чт | Пт | Сб | Вс |
|    |    |    |    | 1  | 2  | 3  |
| 4  | 5  | 6  | 7  | 8  | 9  | 10 |
| 11 | 12 | 13 | 14 | 15 | 16 | 17 |
| 18 | 19 | 20 | 21 | 22 | 23 | 24 |
| 25 | 26 | 27 | 28 | 29 | 30 | 31 |

| Пн | Вт | Ср | Чт | Пт | Сб | Вс |
| 1  | 2  | 3  | 4  | 5  | 6  | 7  |
| 8  | 9  | 10 | 11 | 12 | 13 | 14 |
| 15 | 16 | 17 | 18 | 19 | 20 | 21 |
| 22 | 23 | 24 | 25 | 26 | 27 | 28 |
| 29 | 30 |    |    |    |    |    |

| Пн | Вт | Ср | Чт | Пт | Сб | Вс |
|    |    | 1  | 2  | 3  | 4  | 5  |
| 6  | 7  | 8  | 9  | 10 | 11 | 12 |
| 13 | 14 | 15 | 16 | 17 | 18 | 19 |
| 20 | 21 | 22 | 23 | 24 | 25 | 26 |
| 27 | 28 | 29 | 30 | 31 |    |    |

## События
- 1493—1593 — Столетняя хорватско-османская война. Серия вооружённых конфликтов между Королевством Хорватия и Османской империей[1].
- 1507—1622 — Португало-персидская война. Ряд вооружённых конфликтов между колониалистской Португалией и вассальным Ормузом, с одной стороны, и Сефевидской империей, поддерживаемой англичанами, с другой[2].
- 1510—1528 — война между Сефевидами и Шейбанидами. Серия конфликтов между узбекской династией Шейбанидов, которые основали Бухарское ханство, и Сефевидским государством[3].
- 1511—1641 — Малайско-португальская война. Вооружённый конфликт XVI-XVII веков, в котором Малаккский султанат при поддержке империи Мин, Голландской Ост-Индской компании (с 1607) и Джохора безуспешно сопротивлялся Португальской империи, стремившейся захватить Малакку и установить контроль над торговлей между Индией и Китаем[4].
- 1514—1555 — Турецко-персидская война[5].
- 1515—1523 — Восстание фрисландских крестьян против властей Голландии[6].
- 1518—1520 — датский король Кристиан разбил шведов и восстановил Кальмарскую унию.
- 18 апреля — король Польши и Великий князь Великого княжества Литовского Зигмунт (Сигизмунд) I женился вторым браком на 24-летней Боне Сфорца, дочери миланского герцога Джана Галеаццо Сфорца[7].
- Произошла вспышка Танцевальной чумы в городе Страсбург
- Ульрих Цвингли начал проповеди идей Реформации в Цюрихе.
- Народное восстание под предводительством Нур Али в районах Карахисара и Никсара в Малой Азии. Распространилось до Амасьи и Токата. Подавлено султанскими войсками.
- Хайреддин Барбаросса обосновался в Алжире и объявил его присоединённым к владениям Турции. Ему направлены батареи с 2 тыс. артиллеристов и 4-тысячный отряд. Хайреддин стал пашой и бейлер-беем.
- Захват португальцами Коломбо (Цейлон).
- Император Вьетнама Ле Тьеу-тонг со свитой бежал от мятежников в Бао-тяу.
- Менгли I Гирай совершил крупный регулярный военный поход на Кабарду[8].

## Русское государство
Правление: 1505—1533 — Василий III Иванович
- 1518—1519 —  Василий III возобновил союз Русского государства (установлен в 1508 году) с Мухаммед I Гиреем, рассчитывая на поддержку своих планов в отношении Хаджи-Тархана[9].
- 1518—1519 — Иван Иванович Рязанский достигнув совершеннолетия начинает думать о женитьбе и восстановление прав на Рязанское княжество через династический союз с ВКЛ или Крымским ханством, намеревался "взять в жены дочь царя Тавриды" (Мухаммед  IГирея), что отражено в записях Сигизмунда Герберштейна[10].
- 1518—1521 — Максим Грек перевёл с греческого языка "Толковый Апостол"[11].
- 4 марта — в Москву прибыло посольство патриарха Константинопольского Феолипта I, который титуловал митрополита Варлаама «митрополитом Киевским и всея Руси» и «митрополитом Московским и всея Руси». Это означало признание каноничности поставления русского митрополита и возобновление контактов между Русским царством и Константинопольской церквами, прерванных во 2-й пол. XV века в связи с установлением автокефалии Русской церкви[12].
- Март — в составе посольства приехали афонские старцы с челобитьем о вспомоществовании. Василий III принимает их с великой честью, располагает в Чудовом монастыре, довольствует их своею царской трапезой и беседует с ними на различные духовные темы[13].
- Март — Максим Грек прибывает в Москву, по просьбе Василия III Ивановича прислать переводчика в 1516 году[11].
- Русско-литовская война (1512—1522)[12].
  - Начало июня — Василий III посылает русское войско к Полоцку. Из Великих Лук выступают полки новгородского наместника Василия Васильевича Немого Шуйского, из Смоленска — Михаила Васильевича Кислого Горбатого, а из Стародуба — Семёна Фёдоровича Курбского. Московские войска в течение двух месяцев осаждают Полоцк, разоряют ряд других областей Великого княжества Литовского, но город взять не смогли и 11 сентября возвращаются в Вязьму[13].
- 26 июня (по другим данным 25 июля) — умирает брат великого князя Семён Калужский. Василий III вместе с супругой Соломонией Сабуровой присутствует на его отпевании митрополитом Варлаамом и погребении в Архангельском соборе Московского Кремля[13].
  - Калужский удел переходит в состав Московского великого княжества[12].
- 27 июля — в Москву от императора Максимилиана I возвращается посол великого князя В.С. Племянников, отправленный с посольством в 1517 году, с которым приходят императорские послы Франческо де Колла и Антоний де Конти[13]. Обмен посольствами с императором Священной Римской империи[12].
- 29 декабря — в Москву приезжает посол Кул-Дербыш с известием о смерти казанского хана Мухаммед-Эмина и с челобитьем от всей казанской земли о пожаловании ей нового хана, который был послан в январе 1519 года[13].
- В состав великокняжеских владений включены владения князя Василия Семёновича Стародубского[12].
- Пожалованы окольничеством: Тучков Михаил Васильевич[14].
- На службу великому князю выехал родоначальник дворянского рода: Кобяковы[15].

### Города и поселения
- 1517—1526 — сооружаются новые укрепления во Пскове[16].
- Впервые упоминается как торговое село "Спас на Холму" (сов. г. Красный Холм), в связи с пожалованием его калужским князем Семёном Ивановичем в дар Николаевскому Антониеву Краснохолмскому монастырю[17].

## Начало правления
См. также: Список глав государств в 1518 году
- 1518—1521/22 — Мамаш, хан Казахского ханства[18].

## Наука и искусство
- Леонардо да Винчи завершил знаменитую «Джоконду».

## Родились

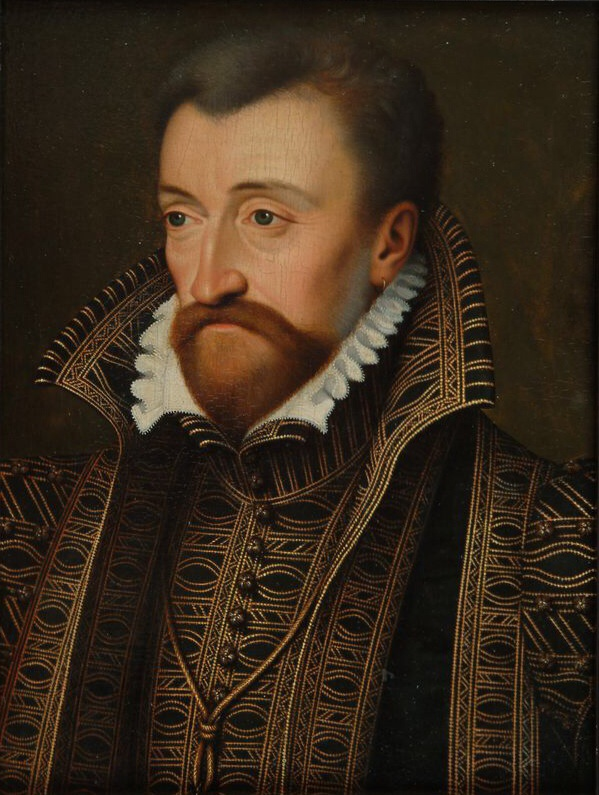
Антуан де Бурбон. Портрет.

См. также: Категория:Родившиеся в 1518 году
- Агирре, Лопе де — конкистадор баскского происхождения, имя которого стало в испанской традиции синонимом вероломства и жестокости.
- Антуан де Бурбон — герцог де Вандом, глава дома Бурбонов (1537—1562), король-консорт Наварры (1555—1562), отец первого французского короля из дома Бурбонов Генриха IV Наваррского.
- Зриньи, Миклош — полководец императора Фердинанда I.
- Ли Шичжэнь — крупный китайский врач и фармаколог XVI века.
- Франциск III — Старший сын и наследный принц французского короля Франциска I и Клод Французской, дочери Людовика XII и Анны Бретонской.

## Скончались

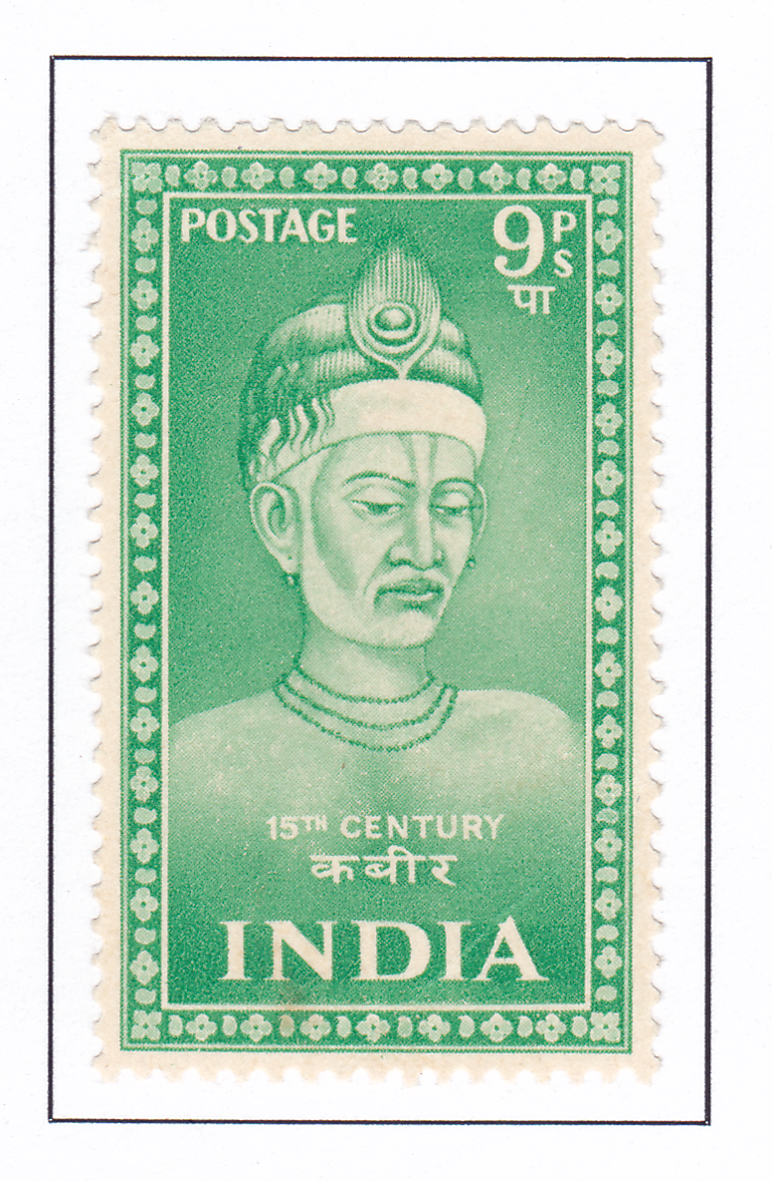
Кабир

См. также: Категория:Умершие в 1518 году
- Декабрь — Мухаммед-Эмин, казанский хан. С его смертью прекратилась династия Улуг-Мухаммеда[19].
- Арудж Барбаросса — турецкий пират, владыка Алжира.
- Кабир — средневековый индийский поэт-мистик, поэт-сант, выдающийся реформатор движения бхакти, классик литературы хинди. Основоположник учения сурат-шабд-йоги и её Учительско-ученической линии преемственности.
- Рю, Пьер де ла — французский композитор, обычно считается представителем третьей нидерландской школы полифонистов.
- Касим — хан Казахского ханства (1511-1518)[18].